# Automatic for the People
Automatic for the People (en español: Automático para la gente) es el octavo álbum de la banda de rock alternativo estadounidense R.E.M., lanzado en 1992.
El álbum fue un éxito a nivel comercial y de críticas, con tres top 40 hits en los Estados Unidos. Contiene los sencillos Man on The Moon y la ultrapopular Everybody Hurts. Es uno de los discos más vendidos de la banda y uno de los mejores de los años 90.
El álbum fue incluido en la lista de los 500 Mejores Álbumes de la Historia de la Rolling Stone, ocupando el puesto 249 en su reedición del 2012.

## Contexto

### Antecedentes
Automatic for the People continua con los elementos folk/country pop/rock clásico de discos anteriores como Green y Out of Time, pero con menos elementos pop y en general con un tono sombrío.
Gracias al éxito que cosecharon con Out Of Time, la banda fue considerada como la mejor de 1992. Aprovechando su éxito, R.E.M. empezó a trabajar en nuevo material.

### Nombre y portada
El título del álbum se refiere al lema de un restaurante de Athens, Georgia, llamado Delicious D's Foods, propiedad de un sujeto de nombre Weaver D. La fotografía de la carátula no está relacionada con el restaurante y fue diseñada por Fedrix Nilsen.

## Lanzamiento y promoción
Automatic for the People lanzó seis sencillos, el álbum de la banda con más sencillos. "Drive", la primera canción del álbum, fue el primer sencillo, al que más tarde le seguirían "Man on the Moon" (tributo a Andy Kaufman "Man on the Moon", el cual se transformaría en el título de una película bigráfica protagonizada por Jim Carrey), "The Sidewinder Sleeps Tonight", "Everybody Hurts", "Nightswimming" y "Find The River", en este orden.
El sencillo más exitoso del álbum fue Drive que llegó al puesto 28 el 26 de diciembre de 1992. Le siguieron Everybody Hurts, puesto 29 el 6 de noviembre de 1993 y Man on The Moon en el puesto 30 el 27 de marzo de 1993, en los Billborad 100.
Los únicos de estos seis singles en no incluirse en la recopilación de éxitos que la banda lanzaría más tarde en el año 2003 titulada In Time: The Best of R.E.M. 1988-2003, fueron "Find the River" y "Drive", lo cual le convierte en el álbum con más representación en el recopilatorio.
A pesar del éxito del nuevo álbum, R.E.M. rechazó hacer una gira para Automatic for the People, porque ya lo habían hecho para Out of Time el año anterior.

## Recepción y crítica
Automatic for the People entró a las listas de ventas de EE. UU. en el segundo puesto de los Billboard 200, vendiendo más de cuatro millones de copias, y se mantuvo varias semanas en el primer puesto en el Reino Unido.
Hasta el momento el álbum ha vendido cerca de 20 millones de copias
Paul Evans de Rolling Stone le dio 5 estrellas, afirmadoː
"R.E.M. has never made music more gorgeous than “Nightswimming and “Find the River,” the ballads that close Automatic for the People and sum up its twilit, soulful intensity." (R.E.M. jamás había hecho música más maravillosa que "Nightswimming" y "Find the River", las baladas que cierran (el álbum) y resumen su intensidad emotiva y crepuscular.

## Legado
Bono, líder de U2, se refirió a este álbum como "el disco de country más grande jamás hecho".
El álbum ingresó a la lista de los 500 Greatest Albums of All Time, de Rolling Stone, en el puesto 249. La misma publicación lo considera influenciado por Led Zeppelin.

### 25 Aniversario
Con motivo de los 25 años del disco, el 14 de septiembre de 2017 la banda anunció la reedición el álbum. El material fue remasterizado y lanzado en todos los formatos disponibles a la fecha. La versión de lujo del álbum incluía un libro con ilustraciones y fotografías inéditas y cuatro discos, con la versión remasterizada del álbum original, el tema adicional "Photograph", versiones en vivo de canciones previas y 20 demos de las sesiones de grabación, seleccionados por la banda, y que incluyen los demos inéditos de Mike's Pop Song y Devil Rides Backwards.
El proyecto fue remezclado en Dolby Atmos por el productor del álbum en su versión original, con apoyo del ingeniero de sonido Clif Norell. El álbum se lanzó el 10 de noviembre a través de Craft Recordings.

## Lista de temas
Todas las canciones fueron escritas por Bill Berry, Peter Buck, Mike Mills y Michael Stipe.
1. "Drive" – 4:31
2. "Try Not to Breathe" – 3:50
3. "The Sidewinder Sleeps Tonite" – 4:06
4. "Everybody Hurts" – 5:17
5. "New Orleans Instrumental No. 1" – 2:13
6. "Sweetness Follows" – 4:19
7. "Monty Got a Raw Deal" – 3:17
8. "Ignoreland" – 4:24
9. "Star Me Kitten" – 3:15
10. "Man on the Moon" – 5:13
11. "Nightswimming" – 4:16
12. "Find the River" – 3:50

## Miembros
- Michael Stipe, voz.
- Peter Buck, guitarra, mandolina, bajo.
- Mike Mills, bajo, teclados, voz.
- Bill Berry, batería, percusión, teclados, bajo, voz.

### Miembros adicionales
- Scott Litt, armónica, clarinete contrabajo.
- John Paul Jones, arreglos orquestales.
- George Hanson, director en 1 3 4 11.
- Knox Chandler, chelo en 1 3 4 11.